# Upper Denkyira West
Upper Denkyira West är ett distrikt i Ghana.   Det ligger i regionen Centralregionen, i den södra delen av landet, 230 km väster om huvudstaden Accra.